# Żarłacz białopłetwy
Żarłacz białopłetwy (Carcharhinus longimanus) – kosmopolityczny gatunek dużej, drapieżnej ryby chrzęstnoszkieletowej z rodziny żarłaczowatych (Carcharhinidae). Są poławiane przez ludzi jako ryby konsumpcyjne. W swoim środowisku są niebezpieczne dla człowieka.

## Występowanie
Żarłacz białopłetwy był jednym z trzech najliczniej występujących (obok żarłacza błękitnego i żarłacza jedwabistego) i jednocześnie jednym z najszerzej rozprzestrzenionych gatunków rekinów. Obecnie jego liczebność znacznie spadła. Występuje w wodach strefy tropikalnej i subtropikalnej wszystkich oceanów pomiędzy 30°N and 35°S, zwykle daleko od brzegów. Spotykany jest na głębokościach 0–230 m, najczęściej do około 150 m, ale notowano jego pojawianie się w płytkich wodach przybrzeżnych, zwykle wokół oceanicznych wysp.

## Budowa
Krępe ciało o przeciętnej długości około 270 cm (według innych źródeł 2,3 m dla samic, 2,1 dla samców), maksymalnie 396 cm długości całkowitej. Maksymalna odnotowana masa ciała wynosi 167,4 kg. Pierwsza płetwa grzbietowa wysoka i zaokrąglona, a druga jest przesunięta do nasady ogona. Płetwy piersiowe są bardzo duże – długie i szerokie. Ubarwienie zmienia się w zależności od obszaru występowania. Grzbiet jest zwykle szary, z brązowym zabarwieniem, spód ciała białawy. Końce pierwszej płetwy grzbietowej, płetw piersiowych i dolnego płata ogonowego (czasami również płetw brzusznych i górnego płata ogonowego) są zazwyczaj białe lub biało cętkowane (stąd epitet gatunkowy białopłetwy), ale zdarzają się osobniki, u których ta cecha nie występuje. Pysk jest stosunkowo krótki, oczy małe, okrągłe, osłonięte błonami migawkowymi.

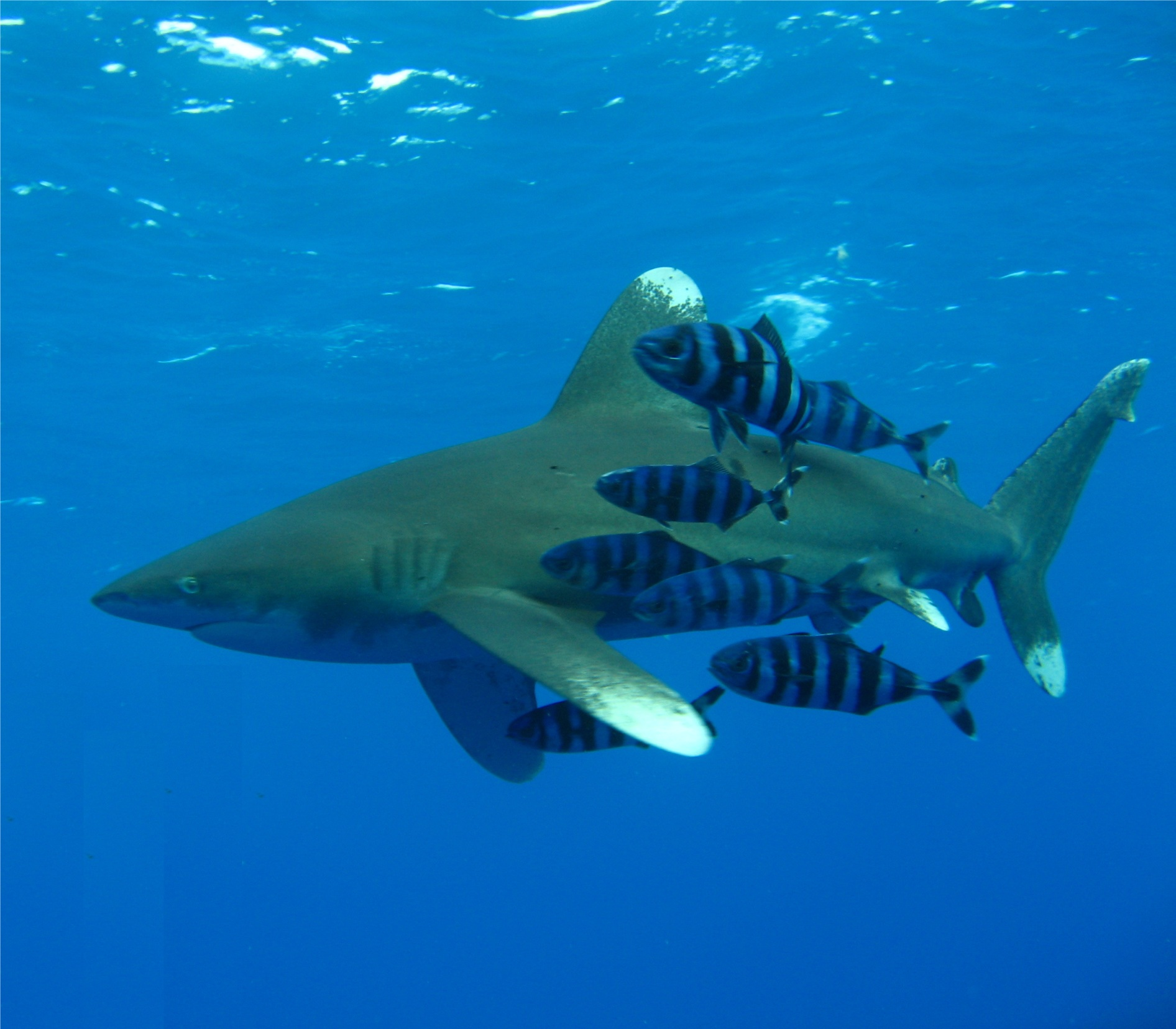
Żarłacz białopłetwy w towarzystwie pilotów (Naucrates ductor)

## Tryb życia
W wodach pelagialnych porusza się wolno, z szeroko rozłożonymi płetwami piersiowymi. Pływa samotnie, w stadach lub w towarzystwie innych gatunków zwierząt morskich – ryb, waleni lub żółwi. W pobliżu żarłacza często widywane są towarzyszące mu podnawki, koryfeny oraz ryby zwane pilotami. W wodach otaczających Hawaje zaobserwowano żarłacze białopłetwe pływające blisko stad grindwala krótkopłetwego. Przypuszcza się, że rekiny korzystają ze szczególnych zdolności waleni do wyszukiwania kałamarnic, którymi żywią się obydwa gatunki. W diecie Carcharhinus longimanus znajduje się większość kręgowców morskich włącznie z ptakami i ssakami, większe bezkręgowce oraz padlina. Napotkawszy inny gatunek rekinów w pobliżu swojej zdobyczy staje się agresywny.
Najdłuższy odnotowany wiek wynosi 22 lata.

## Rozród
Żarłacze białopłetwe są żyworodne. Dojrzałość płciową osiągają w wieku 6–7 lat, samce przy długości ciała około 1,8 m, samice są nieco dłuższe. Embriony rozwijają się wewnątrz organizmu matki, w łożysku woreczka żółtkowego przytwierdzonym do ściany macicy. Po około rocznym okresie ciąży samica rodzi w jednym miocie 6 do 15 młodych o długości urodzeniowej 60–65 cm (według innych źródeł do 75 cm). Liczba młodych jest proporcjonalna do rozmiarów samicy.

## Znaczenie dla człowieka
Poławiany w całym zasięgu swojego występowania. W dużych liczbach jest chwytany przypadkowo, wraz z innymi rybami pelagicznymi. Mięso tego rekina jest sprzedawane świeże, mrożone, wędzone i solone. Płetwy, z których robiona jest zupa, są cenione ze względu na ich duże rozmiary. Jego wątroba zawiera wiele witamin. Skóra jest wykorzystywana do szycia ubrań.
Żarłacz białopłetwy jest aktywnym pływakiem żerującym w dzień i w nocy, zdecydowanie atakującym swoje ofiary. Uważa się, że jest potencjalnie niebezpieczny dla człowieka przebywającego w wodzie. Często jest pierwszym rekinem widzianym na miejscu morskich katastrof. Prawdopodobnie rekiny z tego gatunku uczestniczyły w wielu atakach na ludzi, którzy znaleźli się w wodzie na skutek wypadków lotniczych lub morskich.
W klasyfikacji IUCN został uznany za gatunek zagrożony wyginięciem (kategoria VU), a w północno-zachodniej i zachodnio-środkowej części Atlantyku za krytycznie zagrożony (kategoria CR).